# Rick Dickinson
Rick Dickinson   (Yorkshire, c. 1956 - Texas, 24 d'abril de 2018) va ser un dissenyador industrial britànic, més conegut pels seus treballs per a Sinclair Research als anys 1980.

## Premis
- «Design Council Award» (1982) pel ZX81[2]